# Albertavenator
Albertavenator curriei is een theropode dinosauriër, behorend tot de Maniraptora, die tijdens het late Krijt leefde in het gebied van het huidige Canada.

## Vondst en naamgeving
In 1993 werd bij de Bleriot Ferry op de Red Deer River een stuk schedel gevonden dat eerst werd aangezien voor een fossiel van Troodon. Later onderzoek wees echter op het toebehoren aan een nieuwe soort.
In 2017 benoemden en beschreven David C. Evans, Thomas M. Cullen, Derek W. Larson en Adam Rego de typesoort Albertavenator curriei. De geslachtsnaam verbindt de naam van Alberta met het Latijn venator, "jager". De soortaanduiding eert Philip John Curie, een expert op het gebied van troödontiden.
Het holotype, TMP 1993.105.0001, is gevonden in een laag van de Horsethiefafzetting van de Horseshoe Canyon Formation die dateert uit het vroege Maastrichtien, ongeveer eenenzeventig miljoen jaar oud. Het bestaat uit een linkervoorhoofdsbeen waaraan de achterste tak ontbreekt. Een tweede fossiel werd aan deze soort toegewezen, specimen TMP 1996.005.0008, een rechtervoorhoofdsbeen van een kleiner individu in 1996 gevonden bij Morrin Bridge.

## Beschrijving
Albertavenator is een vrij grote troödontide met een lengte van een kleine twee meter en een gewicht van zestig kilogram. 
De beschrijvers stelden drie onderscheidende kenmerken vast. Het zijn autapomorfieën, unieke afgeleide eigenschappen. Het belangrijkste foramen boven de voorste oogkas wordt vooraan afgesneden door het facet met het traanbeen. Het bovenste oppervlak van het voorhoofdsbeen is relatief korter dan bij alle andere bekende troödontiden, minder dan 30% langer dan breed. Bij het raakvlak tussen het voorhoofdsbeen en het wandbeen overlapt een vergrote aan de binnenkant gelegen beenlap van het voorhoofdsbeen de buitenkant van de voorste tak van het wandbeen aanzienlijk.

## Fylogenie
Albertavenator werd in de Troodontidae geplaatst. Er werd geen kladistische analyse uitgevoerd. Albertavenator onderscheidt zich van ander Canadees materiaal. Voorgesteld werd dit niet langer aan Troodon toe te wijzen daar dit taxon op tanden is gebaseerd en op tandkenmerken geen onderscheid tussen Albertavenator en het andere materiaal kan worden gemaakt. De naam Stenonychosaurus is voor dit laatste beschikbaar.